# Diecezja Sigüenzy-Guadalajary
Diecezja Sigüenzy-Guadalajary (łac. Dioecesis Seguntinus-Guadalaiarensis) – diecezja Kościoła rzymskokatolickiego w Hiszpanii. Należy do metropolii Toledo. Została erygowana w 589.